# Neco Williams
Neco Shay Williams (* 13. dubna 2001 Wrexham) je velšský profesionální fotbalista, který hraje na pozici pravého obránce v anglickém klubu Nottingham Forest FC a ve velšském národním týmu.

## Reprezentační kariéra
Williams se narodil ve Wrexhamu ve Walesu a reprezentoval Wales na úrovni do 19 let. V srpnu 2020 byl poprvé povolán do seniorské reprezentace. Debutoval 3. září 2020 při vítězství 1:0 nad Finskem v utkání Ligy národů. Svůj první reprezentační gól vstřelil dne 6. září 2020 v Lize národů proti Bulharsku, když vstřelil jedinou branku vítězství 1:0.

## Statistiky

### Klubové
K 13. květnu 2021
| Klub      | Sezóna  | Liga           | Liga   | Liga | FA Cup | FA Cup | EFL Cup | EFL Cup | Evropské poháry | Evropské poháry | Ostatní | Ostatní | Celkem | Celkem |
| Klub      | Sezóna  | Liga           | Zápasy | Góly | Zápasy | Góly   | Zápasy  | Góly    | Zápasy          | Góly            | Zápasy  | Góly    | Zápasy | Góly   |
| --------- | ------- | -------------- | ------ | ---- | ------ | ------ | ------- | ------- | --------------- | --------------- | ------- | ------- | ------ | ------ |
| Liverpool | 2019/20 | Premier League | 6      | 0    | 4      | 0      | 1       | 0       | 0               | 0               | 0       | 0       | 11     | 0      |
| Liverpool | 2020/21 | Premier League | 6      | 0    | 1      | 0      | 2       | 0       | 4               | 0               | 1       | 0       | 14     | 0      |
| Liverpool | Celkem  | Celkem         | 12     | 0    | 5      | 0      | 3       | 0       | 4               | 0               | 1       | 0       | 25     | 0      |
| Celkem    | Celkem  | Celkem         | 12     | 0    | 5      | 0      | 3       | 0       | 4               | 0               | 1       | 0       | 25     | 0      |

### Reprezentační
K 2. červnu 2021
| Wales | Wales  | Wales |
| Rok   | Zápasy | Góly  |
| ----- | ------ | ----- |
| 2020  | 6      | 1     |
| 2021  | 4      | 0     |
| Total | 10     | 1     |

K zápasu odehranému 2. června 2021. Skóre a výsledky Walesu jsou vždy zapisovány jako první.
| Gól | Datum        | Místo                                | Soupeř    | Skóre | Výsledek | Soutěž                   |
| --- | ------------ | ------------------------------------ | --------- | ----- | -------- | ------------------------ |
| 1.  | 6. září 2020 | Cardiff City Stadium, Cardiff, Wales | Bulharsko | 1:0   | 1:0      | Liga národů UEFA 2020/21 |

## Ocenění

### Klubové

#### Liverpool
- Premier League: 2019/20[6]
- Mistrovství světa klubů: 2019[7]